# Lakeside City (Teksas)
Lakeside City je gradić u američkoj saveznoj državi Teksas. Prema popisu stanovništva iz 2010. u njemu je živjelo 997 stanovnika.